# David Borrow
David Stanley Borrow, född 2 augusti 1952 i Huddersfield, är en brittisk Labourpolitiker. Han var parlamentsledamot för valkretsen South Ribble 1997-2010.
Borrow väckte viss publik uppmärksamhet genom att han 2006 var den förste brittiske parlamentsledamoten som ingick registrerat partnerskap med en annan man.

## Fotnoter
1. ↑  UK Parliament-ID: QIVa4YIB.[källa från Wikidata]
2. ↑  Hansard 1803–2005, Hansard-ID (1803-2005): mr-david-borrow, läst: 22 april 2022.[källa från Wikidata]
3. 1 2 3  TheyWorkForYou.[källa från Wikidata]
4. ↑  Mr David S. Borrow , parliament.uk, läst 2019-11-28
5. ↑  Shoffman, Marc (8 maj 2006). ”Lancashire politician becomes first MP to have gay marriage”. Pink News. Arkiverad från originalet den 22 december 2008. https://web.archive.org/web/20081222031415/http://www.pinknews.co.uk/news/articles/2005-1402.html. Läst 23 april 2008.